# Cintia Dicker
Pour les articles homonymes, voir Dicker.
Cintia Dicker  (née le 12 juin 1986) est un mannequin brésilien d'origine allemande. Elle est née à Campo Bom, dans le Rio Grande do Sul.

## Biographie
Elle est apparue dans des publicités pour Ann Taylor (en), Macy's, L'Oréal, American Eagle Outfitters, et Yves Saint Laurent, et dans les catalogues pour Victoria's Secret, Gap et Lands End. Elle a fait les couvertures de Marie Claire, Elle, Madame Figaro et Vogue. Cintia est apparue dans des défilés de mode pour Gucci, Anna Sui, Peter Som, Matthew Williamson, Tommy Hilfiger, Dsquared, Lanvin et Dolce & Gabbana, entre autres.[réf. nécessaire]